# Tunel Thirrë-Kalimash
Tunel Thirrë-Kalimash je dálniční tunel, který se nachází na dálnici A1 v severní Albánii, jihozápadně od města Kukës. Jedná se o hlavní dálniční tunel na úseku dálnice mezi městy Milot a Kukës.
Tunel má název podle okolních vesnic, podchází vrcholy o výšce 1330 m (pohoří Maja e Runjës). Jihozápadní portál tunelu se nachází ve výšce okolo 770 m n. m., severovýchodní zhruba o padesát metrů výše.
Cestovní rychlost v tunelu se pohybuje mezi 80–110 km/h. Dlouhý je 5490 m, tvoří jej dvě tunelové trouby. V roce 2017 se jednalo o nejdelší silniční tunel na území Albánie. Průjezd tunelem je placený. Mýtné začalo být vybíráno v roce 2018; zavedení placeného průjezdu však vedlo k protestům veřejnosti a zapálení jedné z mýtnic.
Tunel byl vybudován jako společný podnik několika soukromých společností z USA a Turecka, Bechtel–ENKA. Dokončen byl v roce 2009 za přítomnosti albánských a kosovských politických představitelů, Saliho Berishy a Hashima Thaçiho. Až do roku 2010 však byla v provozu pouze jedna tunelová trouba; nedlouho po slavnostním otevření musel být první moderní dálniční tunel v Albánii opět na krátkou dobu uzavřen. Tunel je vnímán jako symbol propojení Albánie a Kosova.